# صافرة (أغنية)
الصافرة (بالكورية:휘파람) هي أغنية لفرقة الفتيات الكورية الجنوبية بلاكبينك.  تم إصداره مع «بومباياه» كأغنية من الالبوم المصغر الأول سكوير وان. قام بتأليف كلمات B.I. وتيدي بارك وبيكاه بوم، في حين أن الأغنية من تأليف بمساعدة إضافية من فيتشور بونس. واداء صوت الصافرة في بداية الاغنية هو من قِبل العضوة جيسو، تمتد أغنية «الصافرة» بين إنتاج موسيقى الهيب هوب البسيط وموسيقى البوب التي تعتمد على الغيتار.
تتحدث الاغنية عن الحب والإعجاب بشخص من النظر الأولى وتم تسميتها «الصافرة» إي يعني ان القلب يصفر ويصدر إيقاع عندما يرأ شخص يحبه أو ينادي شخص يحبه من خلال التصفيرة.

## الترويجات
الاداء التلفزيوني لأول مرة لـ بلاكبينك كان على إنكياغو في SBS في 14 أغسطس 2016، حيث قأما الفتيات باداء «بومباياه» بجانب «الصافرة» وفي اداءت حفلات الجوائز في كوريا الجنوبية كانتا العضوات يقمن باداء «اللعب بالنار» و«صافرة» في الحفلات الموسيقية، حققت الأغنية نجاحاً كبيراً في كوريا الجنوبية، حيث وصلت إلى أعلى المراتب في مخطط غاون للموسيقى. وحصلن على فوزهم الأول لـ«الصافرة» بعد أسبوع، ليصبحن أسرع فرقة فتيات تحقق ذلك.

## الفيديو كليب
تم إخراج الفيديو الموسيقي لـ «الصافرة» بواسطة «بيونجيي جي» من VM Project Architecture ، وتم إصداره عبر قناة بلاكبينك الرسمية على يوتيوب في 8 أغسطس 2016. تجاوز ما يقرب من عشرة ملايين مشاهدة في غضون خمسة أيام فقط. وتم إصدار فيديو تدريبي للرقص في 18 أغسطس 2016. اعتباراً من 2019، تجاوز الفيديو أكثر من 600مليون مشاهدة.

## الآراء
قال جيف بنيامين من مجلة بيلبورد النسخة الكورية أن بلاكبينك متمكنات من غناء الهيب هوب بشكل جيد، وأصواتهن الجاهزة لترفع جو وحماس النادي الليلي. وذكر أيضاً أن الأغنية «تجمع بين الغناء العاطفي والهيب هوب الشبابي مع صوت الصافرة الذي لا يمكن إنكاره». أدرجت بريتاني سبانوس من مجلة رولينج ستون أن بلاكبينك في قائمتها «لأفضل 10 فنانيين جدد تحتاج إلى معرفتهم»، قالت جوي نولفي من مجلة إنترتينمنت ويكلي أن الأغنية «سرعان ما تثير الحرارة، وتجعلك ترقص بدون ان تعرف حتى، وذكرت أن الاغنية تحتل مراتب عالية في المخططات الأمريكية».